# Einsiedel (Masserberg)
Einsiedel ist ein Ortsteil von Masserberg im Landkreis Hildburghausen in Thüringen.

## Lage
Einsiedel liegt 530–550 Meter über NN am mittleren Lauf der Biber an der südwestlichen Abdachung vom Thüringer Wald. Einsiedel lag einst an der Handelsstraße nach oder von Nürnberg.

## Geschichte

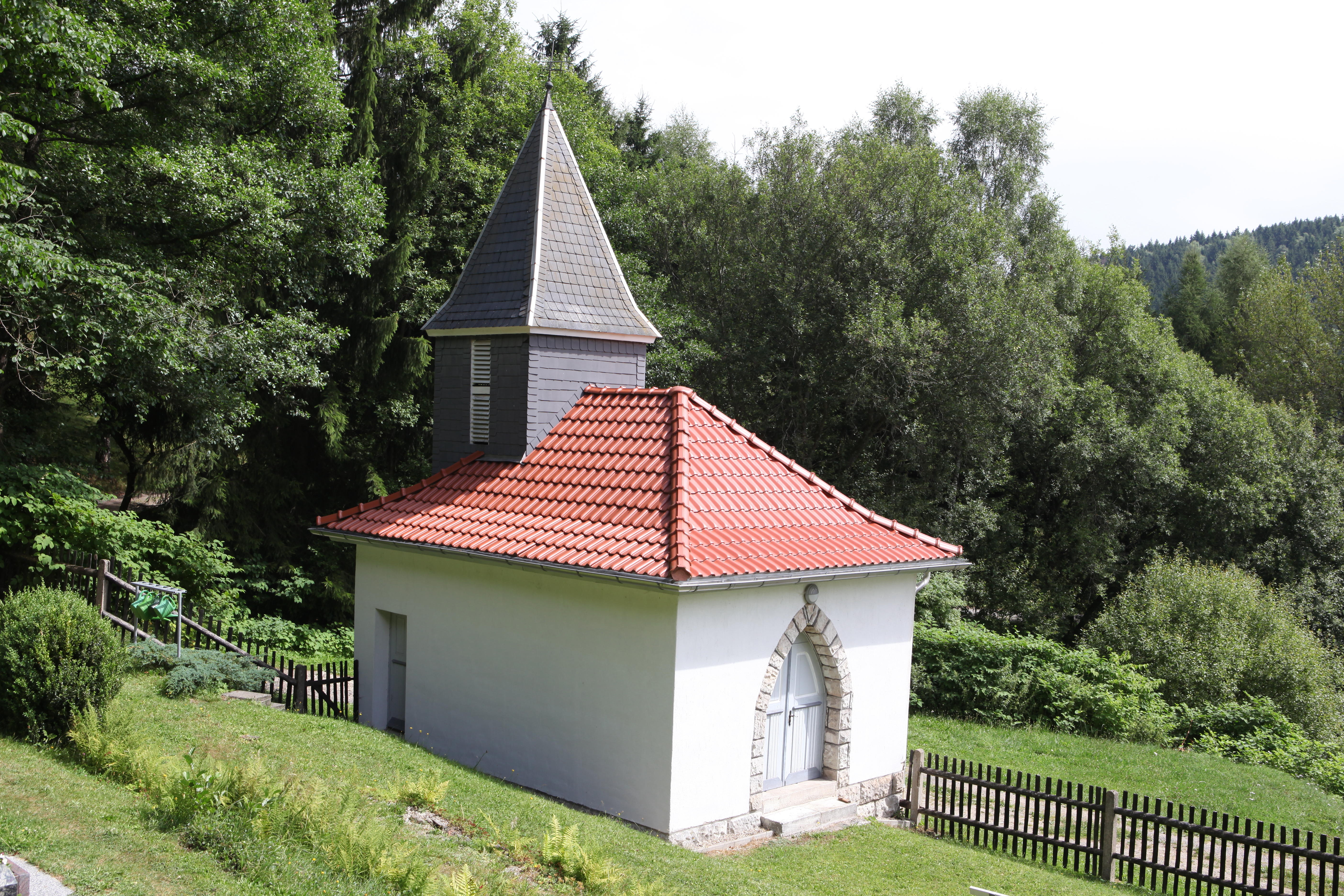
Bergkapelle

Am 1. Januar 1307 wurde der Ort erstmals urkundlich genannt. Das Dorf weist 1597 nach. 1853 befanden sich im Ort zwölf Wohnhäuser mit 16 Familien und 72 Personen. Sie hatten 30 Stück Vieh. Es gab ein Wirtshaus, eine Mahlmühle und zwei Schneidemühlen. Armut herrschte. 1800 wurde der Glockenturm aus Holz gebaut. 1912 gab es eine Schule. 1974/75 erfolgte die Eingemeindung nach Heubach. 1997 wurde Heubach zusammen mit Einsiedel Bestandteil der Einheitsgemeinde Masserberg. Erst seit 2001 ist Einsiedel ein eigenständiger Ortsteil Masserbergs. Ende 2013 wohnten 101 Einwohner im Ortsteil.